# Drève du Fort Jaco
La drève du Fort jaco est une drève de la commune bruxelloise d'Uccle, dans la forêt de Soignes.